# Joyce Silva
Joyce Gomes da Silva est une joueuse brésilienne de volley-ball née le 13 juin 1984 à Guarulhos (São Paulo). Elle mesure 1,90 m et joue au poste d'attaquante. Elle totalise 49 sélections en équipe du Brésil.

## Clubs
| Club                       | De        | À         |
| -------------------------- | --------- | --------- |
| A.A. Guaru                 | 1998-1999 | 2000-2001 |
| São Caetano                | 2001-2002 | 2002-2003 |
| Minas Tênis Clube          | 2003-2004 | 2006-2007 |
| EC Pinheiros               | 2007-2008 | 2007-2008 |
| Rio de Janeiro Volêi Clube | 2008-2009 | 2009-2010 |
| Volei Futuro               | 2010-2011 | 2011-2012 |
| Fakel Novy Ourengoï        | 2012-2013 | 2012-2013 |
| Daejeon KGC                | 2013-2014 | 2014-2015 |
| Bursa BBSK                 | 2015-2016 | 2016-2017 |
| Çanakkale Belediye         | 2017-2018 | 2017-2018 |
| Fluminense Football Club   | 2018-2019 | 2018-2019 |
| Wisła Warszawa             | 2019-2020 | …         |

## Palmarès

### Équipe nationale
- Championnat du monde
  - Finaliste : 2010.
- Grand Prix mondial
  - Vainqueur : 2009.
  - Finaliste : 2010.
- World Grand Champions Cup
  - Finaliste : 2009.
- Championnat d'Amérique du Sud
  - Vainqueur : 2009.
- Coupe panaméricaine
  - Vainqueur : 2009.
  - Finaliste : 2012.
- Jeux Panaméricains
  - Finaliste : 2015.
- Championnat du monde des moins de 20 ans
  - Vainqueur : 2003.
- Championnat d'Amérique du Sud  des moins de 20 ans
  - Vainqueur : 2002.

### Clubs
- Challenge Cup
  - Vainqueur : 2017.
- Championnat sud-américain des clubs
  - Finaliste : 2009.
- Championnat du Brésil
  - Vainqueur : 2009.